# Česká kniha
Česká kniha je české literární ocenění s mezinárodním rozměrem, pořádané nezávislým občanským sdružením se sídlem v Praze. Na jeho organizaci se mimo jiné podílejí Česká centra v Madridu, Vídni, Mnichově a Sofii. Projekt se od roku 2013 těší záštitě ministra kultury ČR.

## Cena Česká kniha
Sedmičlenná porota složená z akademiků, literárních překladatelů a knihkupců ji každoročně uděluje jedné české prozaické novince vydané domácími nakladatelstvími v roce předchozím. Cílem je propagovat současnou českou beletrii nejen doma, ale hlavně v zahraničí. Šíření vítězných titulů do světa napomáhá institut „světových pozorovatelů“ vyhrazený zahraničním nakladatelům se zájmem o překlady současných českých autorů. Pozorovatelský status při Ceně Česká kniha má v současnosti takřka třicet nakladatelství z deseti zemí a dvou kontinentů.  Laureát získává finanční odměnu.

## Studentská cena Česká kniha
Studentské ceně předcházela cena čtenářů, poprvé udělená v roce 2013. Jejím cílem bylo zapojit do hlasování o nejlepší prozaické novince domácí veřejnost. Na organizaci se podílela partnerská média: magazín Xantypa, týdeník Reflex, K Revue, internetový magazín Vaše literatura a Portál české literatury. Cenu čtenářů v roce 2017 vystřídala Studentská cena Česká kniha, jejíž desetičlenná porota je složena výhradně ze studentů českých gymnázií.

## Laureáti

### 2012
- Vladimír Binar: Číňanova pěna, ISBN 978-80-87256-52-7. Překlady do francouzštiny, bulharštiny a polštiny.

### 2013
- Cena Česká kniha: Jakuba Katalpa: Němci, ISBN 978-80-7294-682-2. Překlady do němčiny, bulharštiny a slovinštiny [2]
- Cena čtenářů České knihy: Kateřina Tučková: Žítkovské bohyně, ISBN 978-80-7294-528-3

### 2014
- Cena Česká kniha: Jan Němec: Dějiny světla, ISBN 978-80-7294-962-5
- Cena čtenářů České knihy: Věra Nosková, Proměny, ISBN 978-80-87373-38-5

### 2015
- Cena Česká kniha: Matěj Hořava: Pálenka. Prózy z Banátu, ISBN 978-80-7491-404-1
- Cena čtenářů České knihy: David Vaughan: Slyšte můj hlas, ISBN 978-80-87530-42-9

### 2016
- Cena Česká kniha: Markéta Baňková: Maličkost. Romance z času genetiky, ISBN 978-80-257-1673-1
- Cena čtenářů České knihy: Tomáš Šebek: Mise Afghánistán, ISBN 978-80-7432-656-1

### 2017
- Cena Česká kniha: Jiří Hájíček: Dešťová hůl, ISBN 978-80-7491-773-8
- Studentská cena Česká kniha: Bianca Bellová: Jezero, ISBN 978-80-7491-771-4

### 2018
- Cena Česká kniha a Studentská cena Česká kniha: Alena Mornštajnová: Hana, ISBN 978-80-7491-940-4

### 2019
- Cena Česká kniha: Anna Cima: Probudím se na Šibuji, ISBN 978-80-7432-912-8
- Cena čtenářů České knihy: Jan Štifter: Sběratel sněhu, ISBN 978-80-742-9984-1

### 2020
- Cena Česká kniha: Bianca Bellová: Mona, ISBN 978-80-7577-962-5
- Cena čtenářů České knihy: Jana Poncarová: Eugenie: Příběh české hoteliérky, ISBN 978-80-267-1651-8